# Midvinterblot
Midvinterblot est un tableau de Carl Larsson. Il représente une scène de la mythologie nordique décrite dans l'Ynglingatal : la mort du roi Domalde, qui se sacrifie pour mettre un terme aux années de disette qui ont frappé son peuple. Conçu pour être accroché dans le Nationalmuseum de Stockholm, il est cependant refusé en 1916, et ce n'est qu'en 1997 qu'il est installé à l'endroit voulu par son auteur.